# Beloofde Land

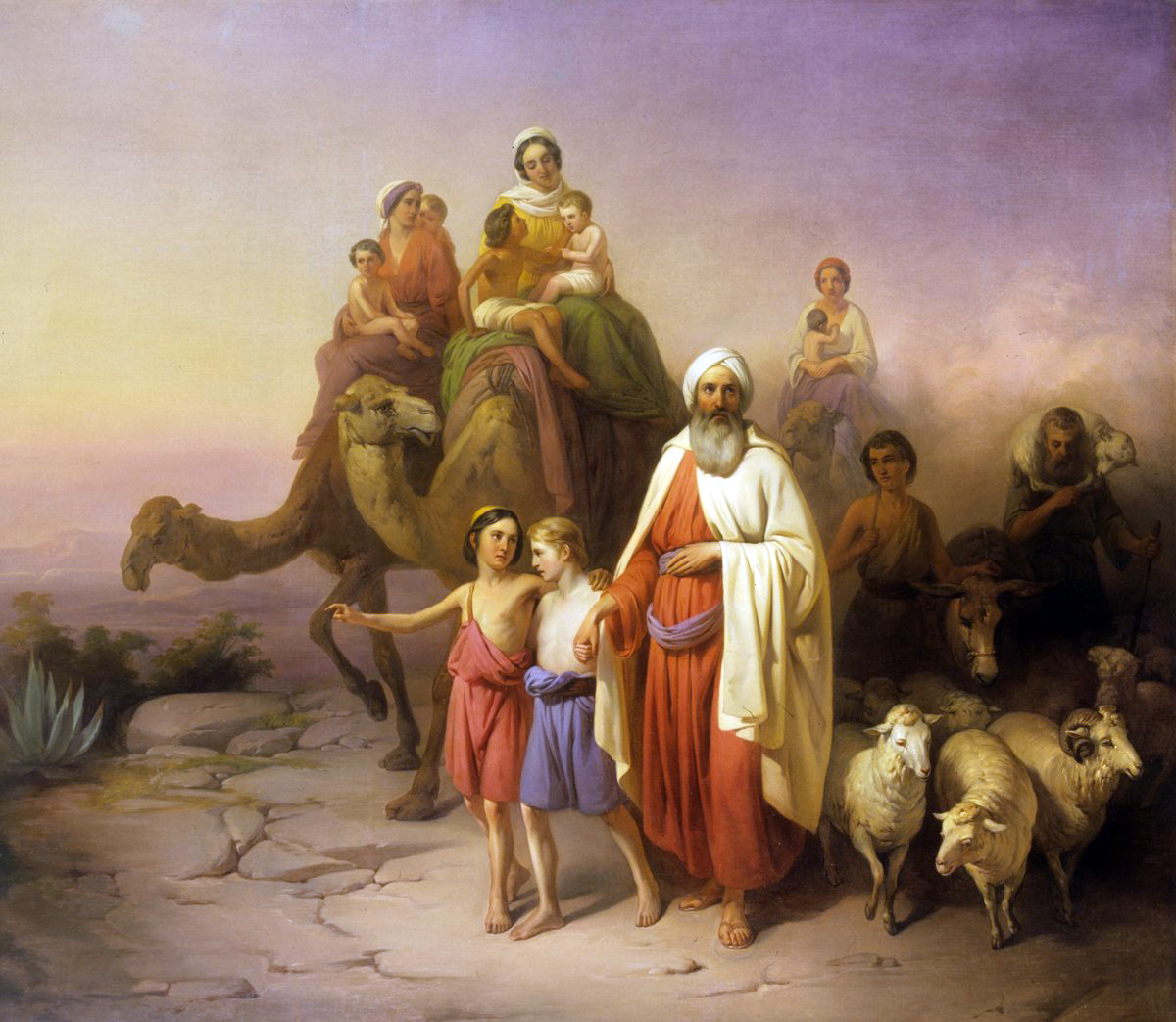
Abram vertrekt naar het Beloofde Land

Het Beloofde Land (Hebreeuws: הארץ המובטחת, Ha'Aretz HaMuvtahat) is een religieuze term die is ontleend aan de traditie in de Hebreeuwse Bijbel, zoals beschreven in het boek Genesis, waarin God aan Abram beloofde dat zijn nakomelingen het land Kanaän, zouden bezitten (Genesis 15:1-21; 17:4,5). Deze belofte werd bevestigd aan zijn zoon Isaak (Genesis 26:3) en vervolgens aan zijn kleinzoon Jakob (Genesis 28:13).
Volgens de Hebreeuwse Bijbel verbleven de Israëlieten enige honderden jaren na Abraham (dit is de latere naam van Abram) in Egypte waar ze na verloop van tijd door de toenmalige farao werden onderdrukt, waarop de uittocht uit Egypte volgde, het vertrek uit Egypte op weg naar dit "land van belofte", "een land dat overvloeit van melk en honing" (Exodus 13:5). Na veertig jaar rondgezworven te hebben in de Sinaïwoestijn trokken ze onder aanvoering van Jozua Kanaän binnen (Numeri 34:1-12). In de loop der eeuwen zouden ze een groot deel van dit land op de daar wonende volken hebben veroverd. Deze verovering werd geïnterpreteerd als een vervulling van Gods belofte (Deuteronomium 1:8).

## Opvattingen

### Omvang
Het in de Bijbel beschreven Beloofde Land zou volgens een letterlijke opvatting ervan samenvallen met het gebied tussen de rivieren Nijl en Eufraat. Dit omvat de Sinai-woestijn,  Israël en de door Israël bezette Palestijnse gebieden, de Golanhoogvlakte, maar ook Jordanië,  grote delen van Syrië en Irak.

### Geschiedenis
Eeuwenlang hebben vele Joden in hun diaspora gewacht op de komst van de beloofde Messias, nakomeling van koning David. Deze door God gezonden "Gezalfde" (koning) zou het teken zijn en geven dat het over heel de wereld verspreide Joodse volk onder zijn leiding het beloofde land in bezit mocht gaan nemen om daar als heilig volk een samenleving in te richten volgens de Thora van God. Deze unieke leider zou o.a. alle vijanden van het joodse volk verslaan. Tot nu toe heeft het jodendom niemand als messias erkend.
Ook de apostelen van Jezus Christus geloofden dit getuige hun vraag aan hem in Handelingen 1:6.
Aan het eind van de negentiende eeuw ontstond een Europees seculier zionisme waarvan de aanhangers meenden dat de tijd gekomen was, na zolang onder antijudaïsme en antisemitisme geleden te hebben, om niet langer te wachten maar zelf een eigen joodse natiestaat te vestigen in het oude land van Israël: Palestina . Deze gedachte vond aanvankelijk niet veel steun onder het volk. Veel rabbijnen keerden zich er tegen. Nog in 1950 vroegen orthodoxe rabbijnen in Jeruzalem in een brief de VN om bescherming tegen de "nationalistische" zionisten, die het heilig land willen "domineren". In tegenspraak levend - volgens hen - met de Thora van God. Inmiddels vindt het moderne zionisme onder joden en niet-joden vele aanhangers. Het oude geloof werd een minderheidsstandpunt.

### Interpretatie
Gebaseerd op bovenstaande visie claimen zionistische joden die gebieden als exclusief eigendom: 'hun land'.
De Belgische filosoof Dennis Baert komt wat dit laatste betreft tot een andere conclusie na fenomenologisch onderzoek van "de notie het beloofde land" in de Thora. Hij concludeert:
Wanneer we nu al deze elementen [openbaringsrelatie, belofterelatie als afgeleide daarvan; de kwaliteit van de openbaringsrelatie die de tweede beïnvloedt; God's landbelofte die past in de finaliteit van zijn heilswil voor alle mensen] uit het narratief van de Joodse schrift samenvoegen, dan krijgen we één min of meer klaar beeld van wat de notie "Het Beloofde land" precies inhoudt. God heeft met zijn volk Israël een verbond gesloten dat bestaat in het opvolgen van zijn wetten en dat als doel het universele heil van de gehele mensheid beoogt. Om dat doel te kunnen vervullen, belooft God een bepaald stuk land, Kanaän ofwel het land van Israël. Die belofte is echter geen carte blanche. Ze geldt maar zolang Gods wetten in acht worden gehouden en het beloofde land zo wordt gebruikt dat het de universele heilsmissie dient waartoe het is gegeven [cf. Genesis 12:3b]. Dit laatste impliceert o.a. de gelijke behandeling van eenieder en gastvrijheid voor de vreemdeling [de niet-Israëliet die bij u woont, Numeri 15:16].
Andere gelovigen, christenen, joden (ook orthodoxe), theologen en filosofen, interpreteren dit Bijbelse "land van belofte" als metafoor voor elke woonplek of leefsituatie waar een mens zich thuis voelt, in vrede woont, kan leven en zich kan ontplooien. In negrospirituals komt deze metafoor veelvuldig voor, maar ook in preken en toespraken, zoals "I've Been to the Mountaintop" van Martin Luther King, waarin hij zei:
I just want to do God's will. And He's allowed me to go up to the mountain. And I've looked over. And I've seen the Promised Land. I may not get there with you. But I want you to know tonight, that we, as a people, will get to the Promised Land. So I'm happy, tonight. I'm not worried about anything. I'm not fearing any man. Mine eyes have seen the glory of the coming of the Lord.